# Jérôme Bignon (1658-1725)
Pour les articles homonymes, voir Jérôme Bignon et Bignon.

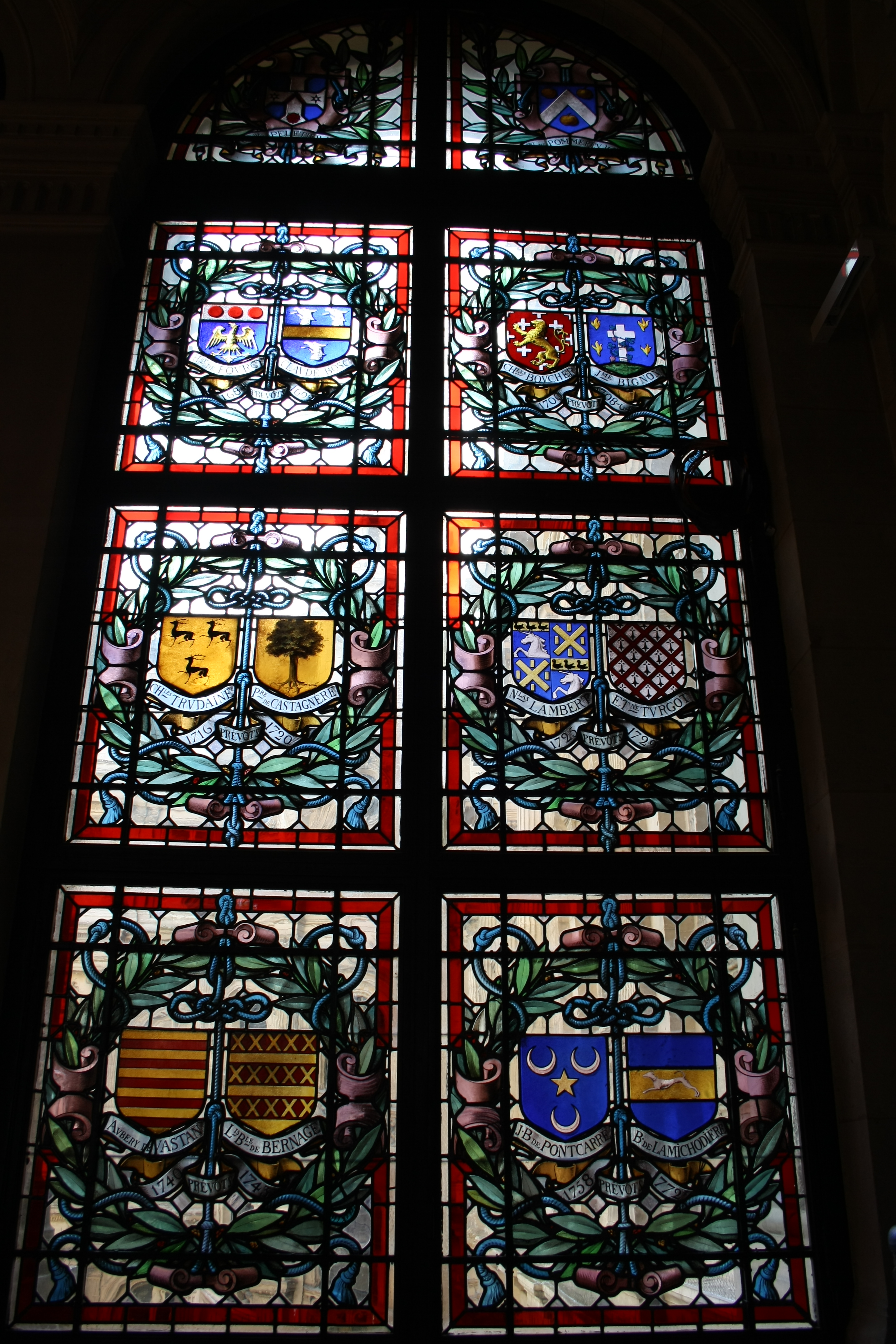
Armoiries de Jérôme Bignon

Jérôme Bignon est un magistrat français, né à Paris le 11 août 1658, mort le 5 décembre 1725.

## Biographie
Membre de la famille Bignon, il est Conseiller au Parlement, puis maître des requêtes, intendant de la généralité d'Amiens et autres pays conquis et reconquis (1694-1708), il est nommé prévôt des marchands de Paris  en 1708 et le reste jusqu'en 1716.
Il est élu membre de l'Académie des inscriptions et belles-lettres en 1705.
Il a été inhumé dans la sépulture de sa famille dans l'église Saint-Nicolas-du-Chardonnet réalisé pour Jérôme Bignon (1589-1656) par Jean-Baptiste Tuby (1635-1700). Il a institué son frère, Louis Bignon, son légataire universel pour l'usufruit, et son neveu, Armand-Jérôme Bignon, pour la nue-propriété.

## Famille
- Briand Bignon[1] marié à Françoise Auger,
  - Roland Bignon marié à Janne de la Corbière
  - Jean Bignon, avocat à Angers, marié en premières noces à Barbe Branchu, et en secondes noces à Françoise Boivin, fille de Jacques Boivin, sieur de la Borderie, avocat à Angers,
  - Briand Bignon marié à Macée Germain,
    - Roland Brignon[2] (baptisé à Saint-Denis-d'Anjou en mai 1559) avocat formé à Toulouse par François Roaldès de la Roaldie (1519-1589) avant de s'établir à Paris. Il s'est marié avec la fille de Christophe d'Ogier, avocat au parlement de Paris, dont il a eu un fils et deux filles,
      - Jérôme Bignon (1589-1656)[3] marié à Catherine Bachasson
        - Jérôme Bignon (1627-1697), conseiller d'État, marié à Suzanne Phélypeaux de Pontchartrain (1641-1690), fille de Louis Ier Phélypeaux de Pontchartrain[4], et de Marie Suzanne Talon,
          - Jérôme Bignon (1658-1725)
          - Louis Bignon (1659-1730), capitaine au régiment des gardes, major-général des armées du roi, inspecteur général de l'infanterie,
          - Jean-Paul Bignon (1662-1743), membre de l'Académie française,
          - Armand Roland Bignon (1666-1724), seigneur de Blanzy, avocat général à la Cour des aides en 1689, maître des requêtes en 1693, intendant des finances en 1699, conseiller d'État et intendant de Paris entre 1709 et 1724, marié en 1691 à Françoise Brunet (†1692), fille de Jean-Baptiste Brunet de Chailly, fermier général entre 1668 et 1689, frère de Paul-Étienne Brunet de Rancy, un des plus riches financiers de son époque, fermer général de 1689 à 1717, remarié en 1697 à Agnès Hébert du Buc
            - Jérôme Bignon (1698-1743), seigneur de Blanzy, dit Bignon de Blanzy, intendant de La Rochelle en 1726, puis de Soissons en 1737 jusqu'à sa mort, bibliothécaire du roi en titre en 1741,
            - Françoise-Suzanne Bignon (†1738) mariée en 1715 avec Gilles Brunet d'Évry (1683-1762), fils de Paul-Étienne Brunet de Rancy,
            - Anne Françoise Bignon (1701-1788) mariée en 1721 avec Charles Nicolas Romé, fils de François Romé, président au parlement de Rouen,
            - Armand-Jérôme Bignon (1711-1772), seigneur de Meaufle, prévôt des marchands de Paris au moment du mariage du Dauphin avec Marie-Antoinette d'Autriche, membre de l'Académie française, marié en 1736 avec Angélique Blanche Hüe de Vertmanoir,
              - Blanche Françoise Rosalie Bignon (1744-),

            - Jérôme Frédéric Bignon (1747-1784), bibliothécaire du roi, marié en 1764 avec Bernardine Hennot du Rozel,
            - Armand Jérôme Bignon (1769-1847)

        - Thierry Bignon (1632-1697) premier président du Grand conseil de 1690 à sa mort, marié à Françoise Talon (vers 1630-1690), fille de Omer Talon (1595-1652), avocat général au parlement de Paris,
          - Anne Françoise Bignon (1650-1720) mariée en 1678 à Michel François de Verthamon.